# Next Generation (rivista)
Next Generation (nota anche come NextGen) era una rivista di videogiochi pubblicata da Imagine Media (ora Future US). Era affiliata e condivideva contenuti con la rivista britannica Edge. Next Generation è stata pubblicata dal gennaio 1995 al gennaio 2002.
Next Generation inizialmente trattava di giochi per le console a 32 bit tra cui 3DO, Atari Jaguar e le allora ancora inedite Sony PlayStation e Sega Saturn. A differenza dei concorrenti GamePro ed Electronic Gaming Monthly, la rivista era indirizzata più al settore videoludico piuttosto che sui singoli giochi.